# Luci Papiri Cursor (cònsol)
Luci Papiri Cursor (en llatí Lucius Papirius Cursor) va ser un magistrat romà, segurament fill de Lucius Papirius Cursor Mugillanus i un general no tan distingit a l'època com el seu pare. Formava part de la gens Papíria, una família romana d'origen plebeu.
Va ser elegit cònsol l'any 293 aC amb Espuri Carvili Màxim a l'inici de la Tercera Guerra Samnita. Els samnites havien envaït Campània i els cònsols romans no els van atacar en aquesta zona sinó que van aprofitar per envair el Samni que estava desguarnit, cosa que els va obligar a retirar-se. Papiri va conquerir la ciutat de Durònia mentre el seu col·lega assolava el Samni i ell mateix assolava el territori d'Àntium. Es va trobar amb els samnites prop d'Aquilonia, a la vora d'on era el campament del seu col·lega, i després d'uns dies els dos cònsols van decidir atacar: Carvili atacaria Cominium i Papiri presentaria batalla als samnites, tot al mateix temps, i així evitaven que els samnites rebessin auxili des de la ciutat. Papiri va obtenir una brillant victòria, sobretot gràcies a la cavalleria, a la batalla d'Aquilonia i els samnites van fugir. Carvili en canvi va ser rebutjat cap a Herculà on el van vèncer. Papiri va continuar les operacions militars fins a l'hivern, quan va retornar a Roma on va celebrar un triomf exhibint un gran botí, però les tropes no estaven satisfetes amb el saqueig que se'ls havia permès, i van murmurar perquè Papiri no distribuïa, com Carvili,els diners entre els soldats, sinó que lliurava tot el tresor a la tresoreria de la República.
Va dedicar un temple a Quirí, que el seu pare havia promès, i hi va afegir un solarium horologium, un rellotge de sol que va ser el primer rellotge de sol públic de Roma.
Va ser altre cop cònsol l'any 272 aC igualment amb Carvili, perquè es va considerar que eren els millors per poder vèncer els samnites. Altre cop els van derrotar, tant als samnites com als brucis i als lucans, però no es coneix en quines circumstàncies. Papiri a la tornada va celebrar un nou triomf, i és la darrera cosa que se sap de la seva vida.